# Business Insider
Business Insider is een Amerikaanse nieuwswebsite die ook werkt met internationale edities in onder andere Groot-Brittannië, Australië, China, Duitsland, Frankrijk, Japan, Nederland en Polen. Deze edities worden in de lokale talen Chinees, Nederlands, Frans, Duits, Pools en het Japans gepubliceerd.

## Geschiedenis
Business Insider werd opgericht in februari 2009 en heeft zijn hoofdkantoor in New York. Het werd opgericht door Kevin P. Ryan, Dwight Merriman, en Henry Blodget. Naast het brengen van zakelijk nieuws verzamelt de website ook berichten van diverse andere websites. In juni 2012 waren er 5,4 miljoen unieke bezoekers. Er zijn in 2017 nu gemiddeld circa 70 miljoen maandelijkse bezoekers.

### Overname
Op 29 september 2015 maakte Axel Springer SE bekend dat het een aandeel van 88% had genomen in Business Insider voor een bedrag van €306 miljoen. Na de aankoop behoud Axel Springer een aandeel van 97%.

## Andere websites
In juli 2015 werd Tech Insider als zelfstandige website opgericht. Een team van 40 medewerkers werkt hier aan nieuwsgeving gericht op technologische onderwerpen. In oktober 2016 lanceerde Business Insider een tweede zelfstandige website genaamd Markets Insider, een website gericht op mondiale marktgegevens en nieuwsberichten die zijn gebaseerd op Yahoo Finance. De gegevens worden geleverd door het Duitse Finanzen.net.